# Oxoia oxoia
Oxoia oxoia är en fjärilsart som beskrevs av Swinhoe 1904. Oxoia oxoia ingår i släktet Oxoia och familjen tandspinnare. Inga underarter finns listade i Catalogue of Life.